# Ton
Tón je zvočni pojav, ki nastane ob pravilnem in periodičnem nihanju prožne snovi – strune, kože ali opne, lesene ali kovinske plošče ali zračnega stebra.
Z nihanjem oblikuje sinusno krivuljo, tak ton oblikujejo glasbene vilice. Je osnovno glasbeno sredstvo. Spekter tona je črtast z eno sinusno sestavino.
Tone označujemo z imeni po sistemu črk (C, D, E, F, G, A, H, C, ...) ali s solmizacijskimi zlogi (Do, Re, Mi, Fa, So(l), La, Ti (Si), Do, Re ...). Vsak ton je definiran z natančno določeno frekvenco (npr. a1 = 440 Hz). Za oktavo višji ton, a2, ima dvakrat višjo frekvenco, tj. 880 Hz. Kadar z igranjem enega tona na nekem instrumentu pomagamo drugemu instrumentu, da izenači frekvenco, tj., da se uglasi, pomeni, da mu dajemo intonacijo.
Ton ima samo 1 frekvenco.
Vsak ton je lahko tudi enkrat ali dvakrat zvišan, ali enkrat ali dvakrat znižan. Predznaki za zvišanje oz. znižanje tonov so vidni na klaviaturi. Imenujejo se: višaj oz. dvojni višaj in nižaj oz. dvojni nižaj. Prejšno stanje pa dobimo z vračajem oz. razvezajem.Ton uporabljamo tudi v zvezi z  celi ton in polton.
Posamezni toni pa dobijo imena:
| Navaden ali razvezan | Zvišan | Znižan  | Dva krat zvišan | Dva krat znižan |
| -------------------- | ------ | ------- | --------------- | --------------- |
| C                    | Cis    | Ces     | Cisis           | Ceses           |
| D                    | Dis    | Des     | Disis           | Deses           |
| E                    | Eis    | Es      | Eisis           | Eses            |
| F                    | Fis    | Fes     | Fisis           | Feses           |
| G                    | Gis    | Ges     | Gisis           | Geses           |
| A                    | Ais    | As      | Aisis           | Ases            |
| H                    | His    | Hes (B) | Hisis           | Heses (Bebe)    |

Zvišani toni dobijo končnico -is, oz. -isis; znižani pa -es, oz. -eses (izjema sta le E (Es, Eses) ter A (As, Asas).
Če je ton zvišan enkrat pomeni, da je zvišan za pol tona, če je pa zvišan dvakrat, pa je zvišan za cel ton. Isto velja za znižane tone.
Nenapisano pravilo je, da označujemo durove tonalitete z veliko začetnico, molove pa z malo začetnico (npr. D-dur in d-mol).
Vsak ton ima naslednje lastnosti: 
- trajanje – lahko zveni dolgo ali pa je kratek (pri notnem zapisu npr. celinka, četrtinka itd.)
- višino (frekvenca nihanja) – lahko je višji ali nižji,
- jakost (amplituda) – lahko je glasnejši ali tišji
- barvo – vsako glasbilo ima posebno zvočno barvo, ki je definirana z alikvotnimi toni.